# Aztec (Nouveau-Mexique)
Pour les articles homonymes, voir Aztec.
La ville de Aztec est le siège du comté de San Juan, situé dans le Nouveau-Mexique, aux États-Unis.